# Claudio Cadonau
Claudio Cadonau (* 4. Juli 1988 in Zürich) ist ein ehemaliger Schweizer Eishockeyspieler und derzeitiger -funktionär, der im Verlauf seiner aktiven Karriere zwischen 2005 und 2025 unter anderem 509 Spiele für die ZSC Lions, SCL Tigers, den EHC Biel und EV Zug in der Schweizer National League (A) auf der Position des Verteidigers bestritten hat. Cadonau gewann sowohl mit den ZSC Lions im Jahr 2008 als auch dem EV Zug in den Jahren 2021 und 2022 die Schweizer Meisterschaft. Seit Mai 2025 ist er Sportdirektor der SC Rapperswil-Jona Lakers in der National League.

## Karriere
Claudio Cadonau begann seine Karriere als Eishockeyspieler in der Jugend der GCK Lions, für deren Profimannschaft er in der Saison 2006/07 sein Debüt in der Nationalliga B (NLB) gab. In der folgenden Spielzeit absolvierte der Verteidiger insgesamt 13 Spiele für die ZSC Lions aus der National League A (NLA), mit denen er erstmals in seiner Laufbahn Schweizer Meister wurde. Den Grossteil der Spielzeit verbrachte er allerdings in der National League B bei der Schweizer U20-Eishockeynationalmannschaft und den GCK Lions. In der Saison 2008/09 gab Cadonau eine Vorlage in 25 Spielen für die ZSC Lions, mit denen er die neu gegründete Champions Hockey League gewann. Im Finale setzte er sich mit seiner Mannschaft gegen den HK Metallurg Magnitogorsk aus der Kontinentalen Hockey-Liga (KHL) durch. Erneut spielte er jedoch hauptsächlich für die GCK Lions in der NLB, bei denen er auch die Saison 2009/10 verbrachte. Als Leihspieler lief er zudem für den Lausanne HC in der NLB auf.
In der Saison 2010/11 stand Cadonau beim HC Thurgau in der NLB auf dem Eis. Zudem bestritt er neun Partien als Leihspieler für den Ligarivalen SC Langenthal, zu dem er zur Saison 2011/12 fest wechselte. Ab der Saison 2013/14 spielte er für den EHC Biel, ehe er 2015 für drei Jahre zum SC Langenthal zurückkehrte. Nach drei Jahren beim SCL in der zweiten Spielklasse wechselte Cadonau zur Saison 2018/19 zu den SCL Tigers in die erstklassige National League. Wiederum zwei Jahre später erhielt er einen Zweijahresvertrag beim EV Zug. Mit dem EVZ gewann der Verteidiger in den Jahren 2021 und 2022 jeweils die Meisterschaft. Zur Saison 2022/23 kehrte der Verteidiger nach Langnau zurück und war dort bis zum seinem Karriereende im Frühjahr 2025 aktiv. 
Im direkten Anschluss an seinen Rückzug aus dem aktiven Profisport wurde der 36-jährige Cadonau Anfang Mai desselben Jahres als Sportdirektor bei den SC Rapperswil-Jona Lakers aus der National League vorgestellt.

## Erfolge und Auszeichnungen
| - 2005 Schweizer U20-Junioren-B-Meister mit den ZSC Lions - 2007 Schweizer U20-Juniorenmeister mit den GCK Lions - 2008 Schweizer U20-Juniorenmeister mit den GCK Lions - 2008 Schweizer Meister mit den ZSC Lions - 2009 Champions-Hockey-League-Gewinn mit den ZSC Lions - 2009 Victoria-Cup-Gewinn mit den ZSC Lions | - 2010 Meister der NLB mit dem Lausanne HC - 2012 Meister der NLB mit dem SC Langenthal - 2017 Meister der NLB mit dem SC Langenthal - 2021 Schweizer Meister mit dem EV Zug - 2022 Schweizer Meister mit dem EV Zug |

## Karrierestatistik
(Legende zur Spielerstatistik: Sp oder GP = absolvierte Spiele; T oder G = erzielte Tore; V oder A = erzielte Assists; Pkt oder Pts = erzielte Scorerpunkte; SM oder PIM = erhaltene Strafminuten; +/− = Plus/Minus-Bilanz; PP = erzielte Überzahltore; SH = erzielte Unterzahltore; GW = erzielte Siegtore; 1 Play-downs/Relegation; Kursiv: Statistik nicht vollständig)